# Spojil
Spojil je obec v okrese Pardubice v Pardubickém kraji. Leží tři kilometry východně od centra Pardubic. Žije zde 514 obyvatel.
Obec hojně pořádá v průběhu roku různé společenské a sportovní akce. Nachází se zde klubovna s hřištěm a farma, která je otevřená pro veřejnost.
Každoročně se zde koná poutní mše svatá a to na svátek sv. Václava a to v 15:15 (jméno zvonu, který je zde osazen v kapličce).

## Historie
Obec vznikla roku 1785 za osvícenských reforem v rámci takzvané raabizace na místě zrušených rybníků Spojil a Strejček. Při téže akci byly založeny také nedaleké Staročernsko a Studánka.

## Obyvatelstvo
| Rok            | 1869 | 1880 | 1890 | 1900 | 1910 | 1921 | 1930 | 1950 | 1961 | 1970 | 1980 | 1991 | 2001 | 2011 | 2021 |
| -------------- | ---- | ---- | ---- | ---- | ---- | ---- | ---- | ---- | ---- | ---- | ---- | ---- | ---- | ---- | ---- |
| Počet obyvatel | 193  | 212  | 216  | 197  | 202  | 190  | 164  | 169  | 189  | 207  | 224  | 235  | 258  | 482  | 587  |
| Počet domů     | 30   | 35   | 35   | 37   | 37   | 38   | 36   | 46   | 50   | 54   | 53   | 69   | 76   | 156  | 202  |

## Obecní správa
Mezi lety 1869–1960 Spojil byl obcí v okrese Pardubice (1869–1930) a později v okrese Pardubice-okolí. V letech 1961–1991 patřil jako část statutárního města k Pardubicím a od 1. ledna 1992 je opět samostatnou obcí. Dnes tvoří enklávu v souvislém území Pardubic.

### Obecní symboly
Znak a vlajka byly obci uděleny rozhodnutím předsedy Poslanecké sněmovny Parlamentu České republiky dne 14. ledna 2000. Znak znázorňuje dva rybníky, Spojil a Strejček, rozdělené hrází. 

## Pamětihodnosti

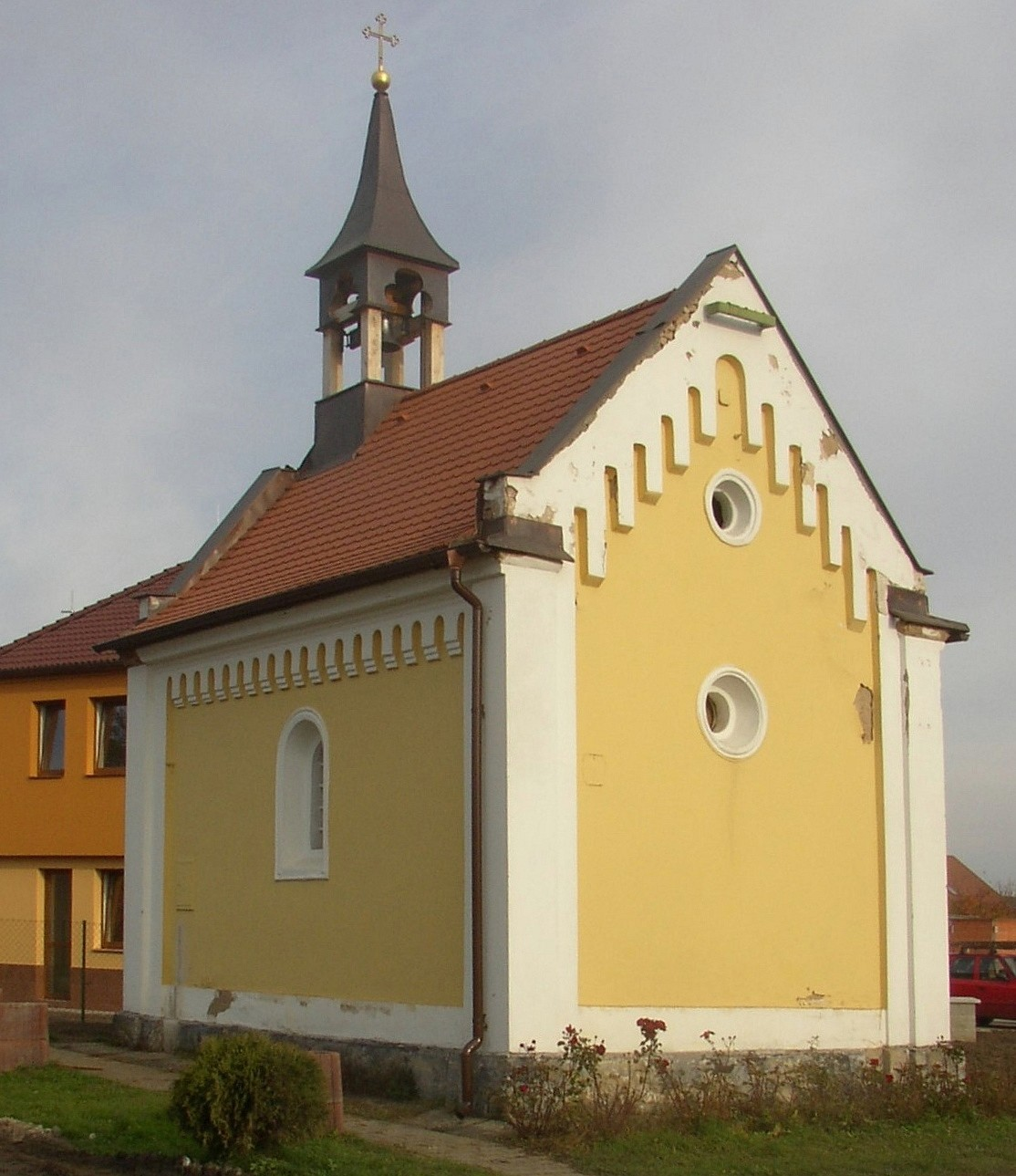
Kaplička Nanebevzetí Panny Marie

- Kaple Nanebevzetí Panny Marie, postavená roku 1868 na křižovatce uprostřed vsi. Kaplička byla vybudována ze sbírky spojilských obyvatel. V kapličce se konají několikrát do roka mše svaté.
- Památný křížek, který nechaly ze sbírky na vlastní náklady vybudovat spojilské ženy. Jeho nápis hlásal poděkování místních žen za to, že je Pán Bůh ochránil v době I. i II. světové války.[10]